# Jayden Raney
Jayden Scott Raney (ur. 1 marca 2007) – amerykański zapaśnik walczący w stylu klasycznym. 
Złoty medalista mistrzostw panamerykańskich w 2025. Pierwszy na mistrzostwach panamerykańskich juniorów w 2024 roku. 